# Jean Taillard

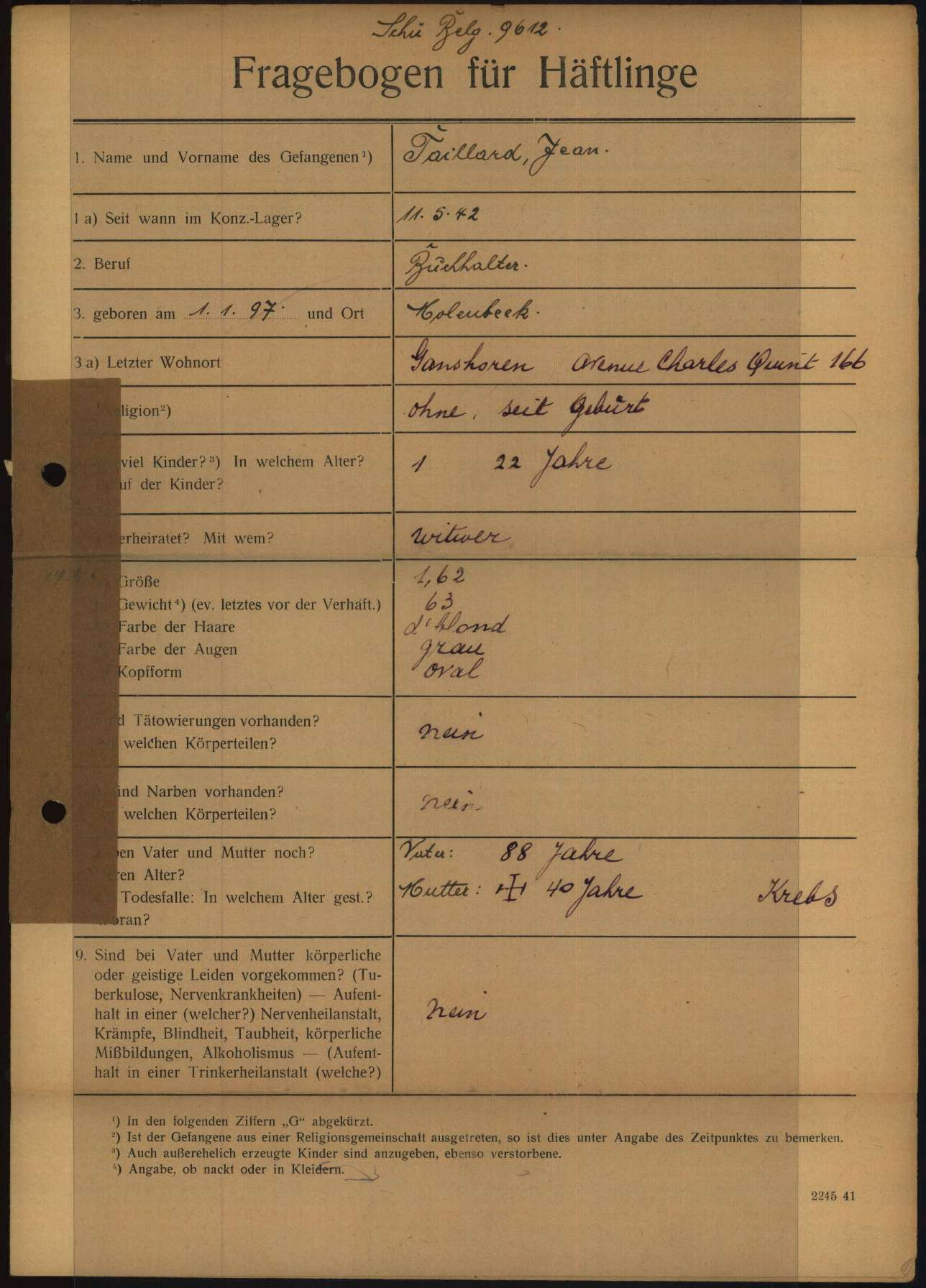
Questionnaire du prisonnier Jean Taillard au camp de concentration nazi de Dachau

Jean Taillard, (Molenbeek-Saint-Jean, 1er janvier 1897- Berchem-Sainte-Agathe, 13 avril 1981) est un homme politique belge communiste.
Comptable de métier, il fut le fondateur du Parti communiste de Belgique; administrateur de la presse communiste; membre du comité central; homme de liaison de l’appareil international; pendant la Seconde Guerre mondiale, il a été déporté dans un camp de concentration en Allemagne; il fut élu conseiller provincial du Brabant et sénateur de Bruxelles en remplacement d'Isidore Heyndels de 1945 à 1950; secrétaire du sénat.
Il est inhumé au Nouveau Cimetière de Berchem-Sainte-Agathe.

## Sources
- Le Maitron